# Belgern
Belgern is een ortsteil van de stad Belgern-Schildau Duitse deelstaat Saksen. Tot 1 januari 2013 was Belgern een zelfstandige gemeente.